# Gabe Baltazar
Gabe Baltazar (* 1. November 1929 in Hilo, Hawaii; † 12. Juni 2022) war ein US-amerikanischer Jazz-Altsaxophonist.

## Leben und Wirken
Gabe Baltazar hatte philippinische Vorfahren, stammte aus Hawaii und kam Mitte der 1950er Jahre auf das US-amerikanische Festland, wo er 1957 mit Paul Togawa arbeitete und 1960 mit Howard Rumseys Lighthouse All-Stars spielte. Bekannt wurde er vor allem als Solist im Orchester von Stan Kenton, dem er von 1960 bis 1965 angehörte. Baltazar wirkte an zahlreichen Plattenaufnahmen dieser Zeit mit, wie Adventures in Blues (1960/61), Together (1960) und Mellophonium Moods (1962). Im September 1961 nahm er für Savoy Records ein Album mit Ray Starling, Vinnie Burke und Al Beldini auf, das allerdings nicht veröffentlicht wurde.
1965 arbeitete er bei Terry Gibbs, spielte 1965 auf dem Monterey Jazz Festival in der von Dizzy Gillespie geleiteten Festivalband und wirkte an Aufnahmen von Gil Fuller, Johnny Hartman und Oliver Nelson (1967) mit, bevor er 1969 wieder nach Hawaii zog. In den 1990er Jahren kam Baltazar häufiger nach Kalifornien, wo er als Bandleader arbeitete und 1992 zwei Alben für Fresh Sound Records und V.S.O.P. aufnahm.
Nach Ansicht der Autoren Cook und Morton erinnert Baltazars Hardbop-Saxophonstil an Herb Geller.

## Diskographische Hinweise
- Back in Action (VSOP, 1992) mit Tom Rainier, Richard Simon, Steve Houghton
- Birdology (Fresh Sound, 1992) mit Frank Strazzeri, Andy Simpkins, Nick Martinis